# Agave bracteosa
Agave bracteosa är en sparrisväxtart som beskrevs av Sereno Watson och Georg George Engelmann. Agave bracteosa ingår i släktet Agave och familjen sparrisväxter. Inga underarter finns listade i Catalogue of Life.

## Bildgalleri

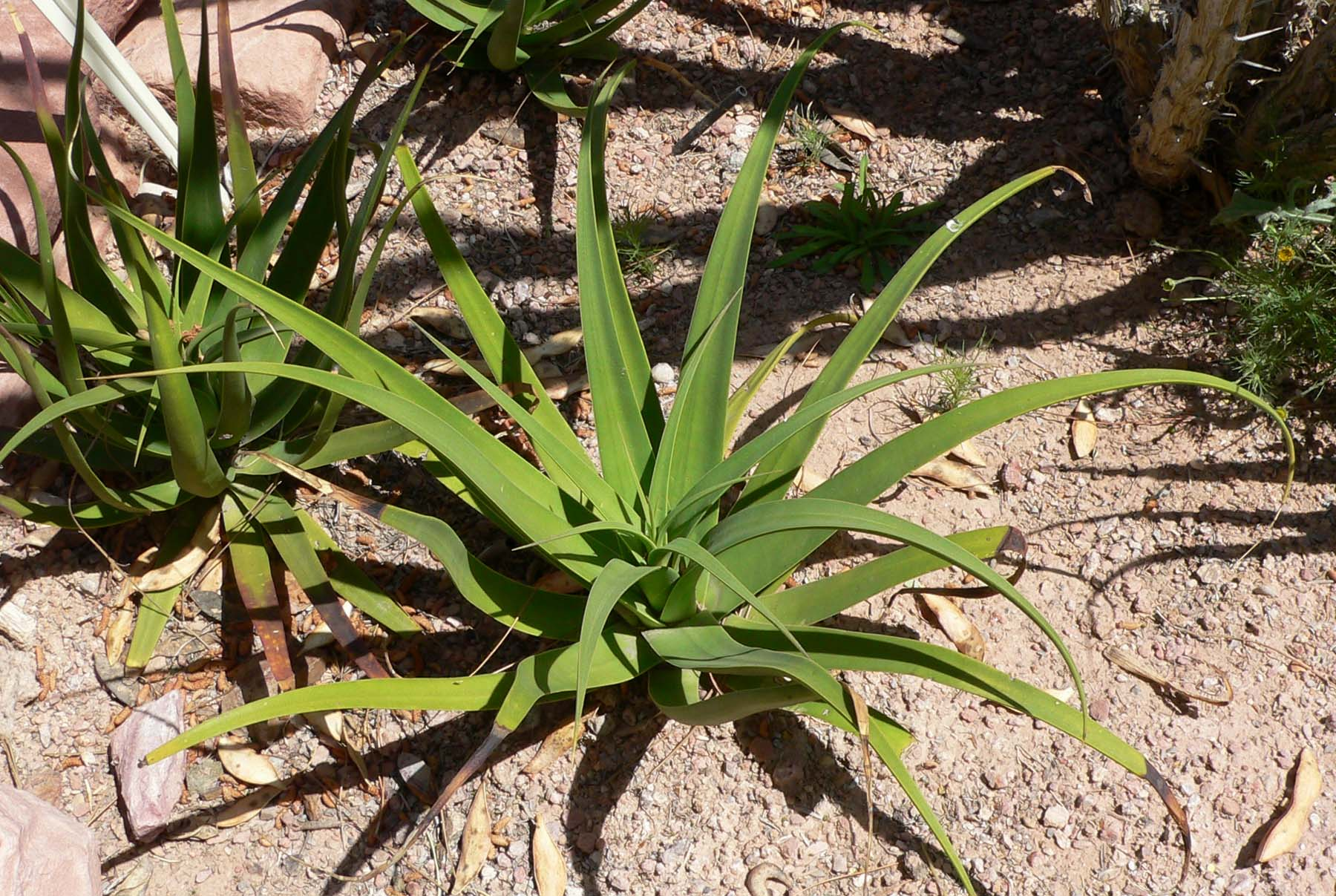
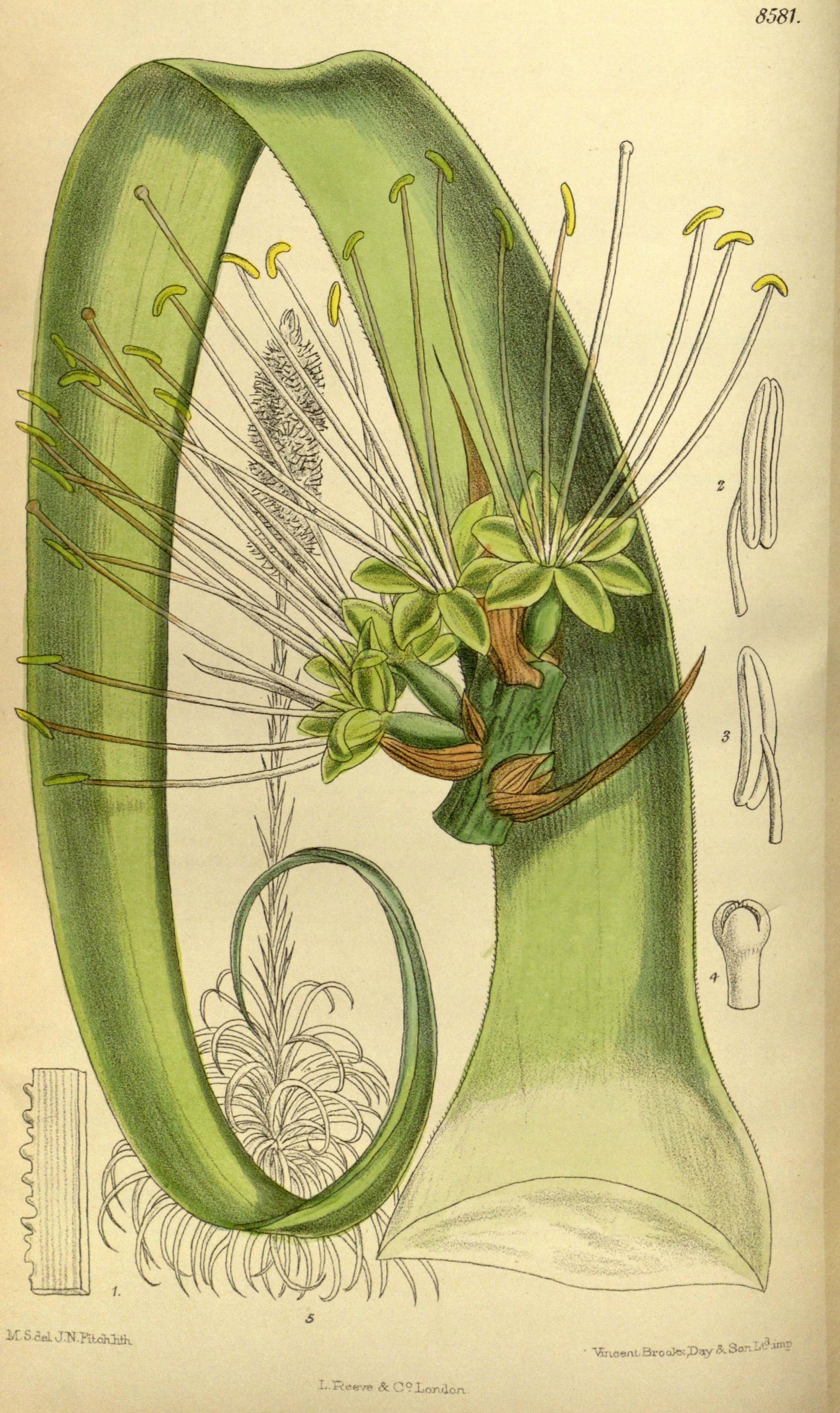
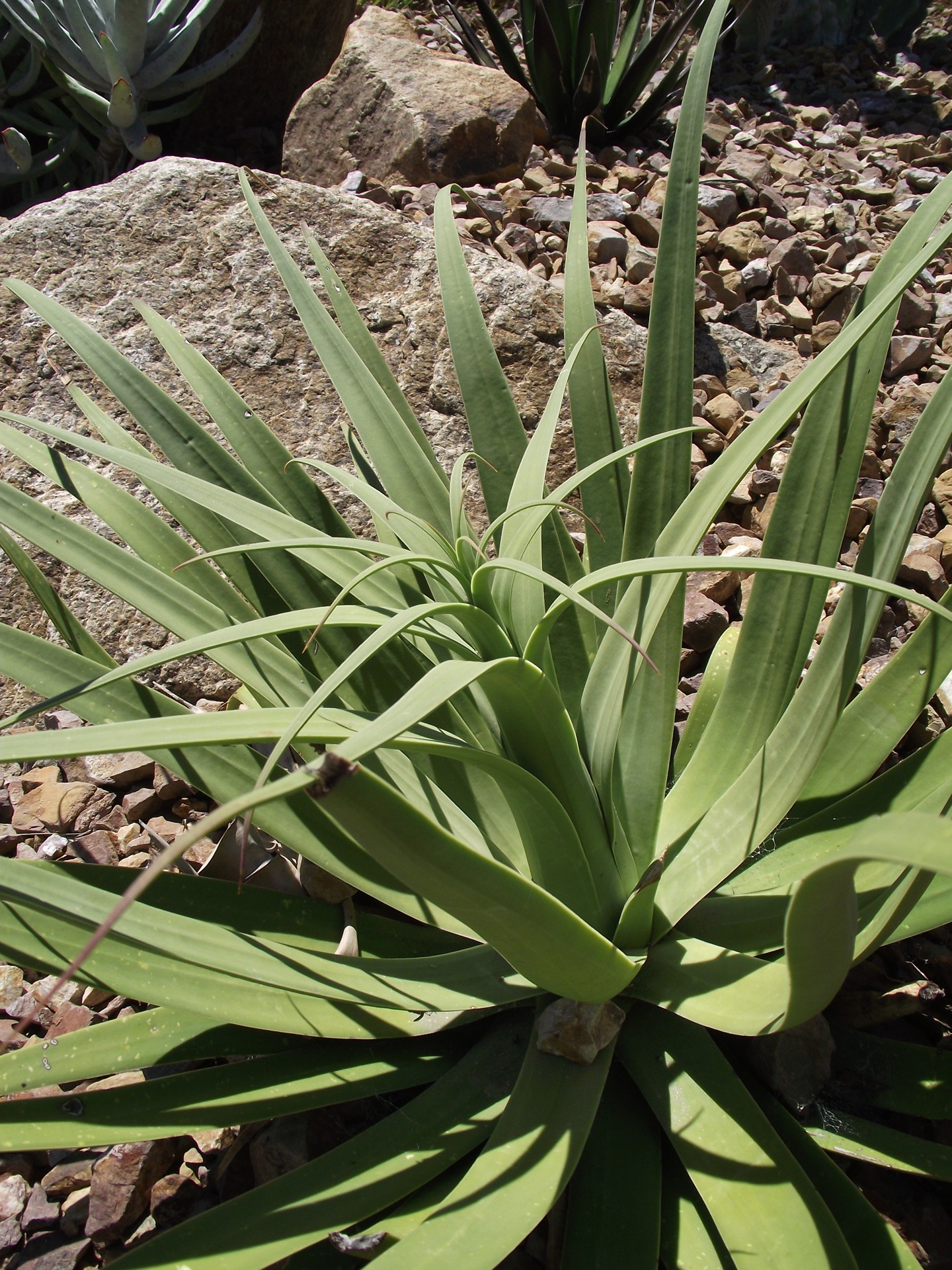
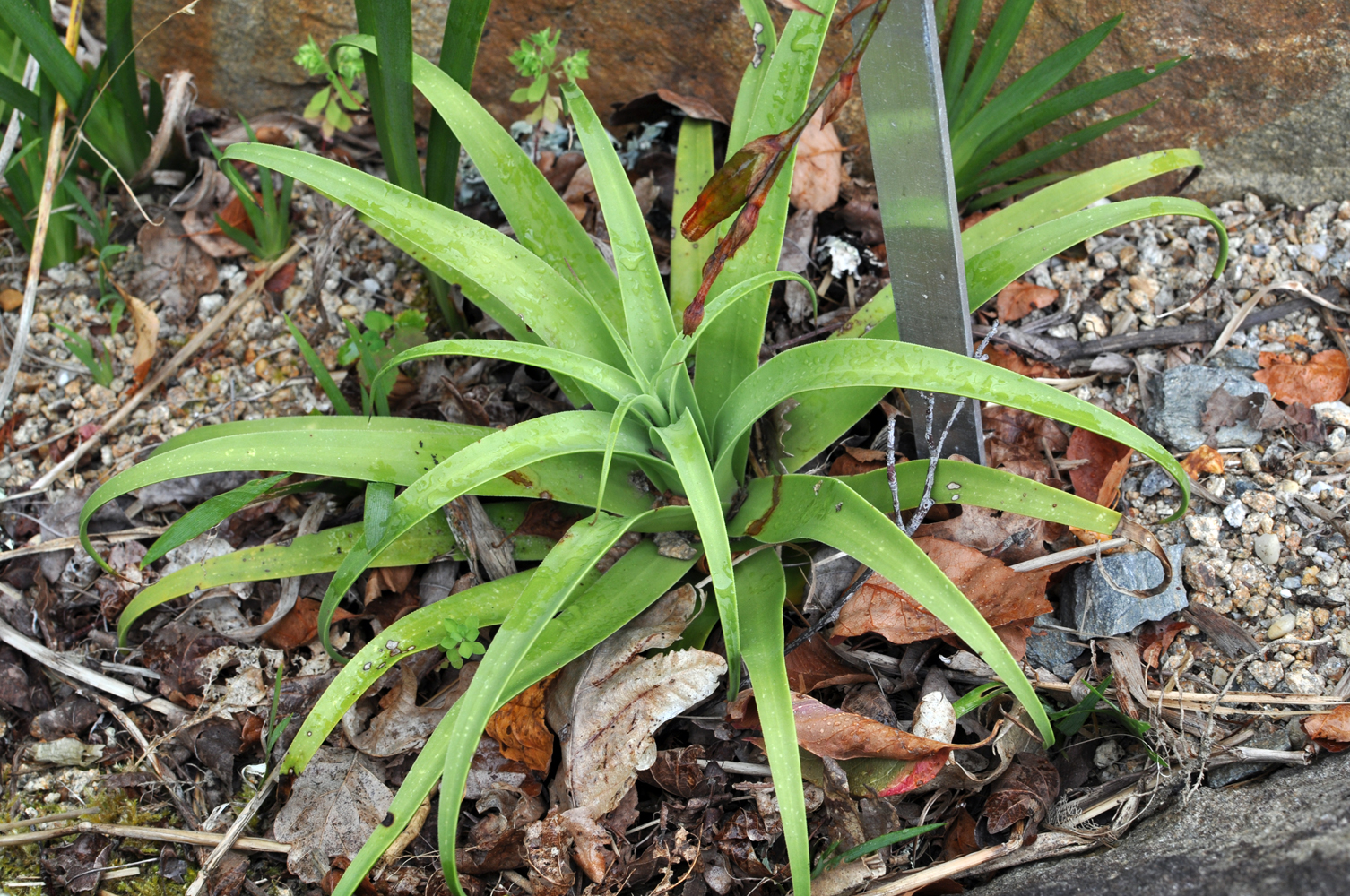